# Igor Sergejewitsch Ulanow
Igor Sergejewitsch Ulanow (russisch Игорь Сергеевич Уланов; * 1. Oktober 1969 in Krasnokamsk, Russische SFSR) ist ein ehemaliger russischer Eishockeyspieler, der seit 2020 Assistenztrainer bei Kunlun Red Star ist.

## Karriere
Seine Karriere begann 1985/86 bei Molot-Prikamje Perm. Hier spielte der Verteidiger, bis er zur Saison 1987/88 zum SKA Swerdlowsk wechselte. Von 1990 bis 1992 spielte er für Chimik Woskressensk. Beim NHL Entry Draft 1991 war er in der zehnten Runde an 203. Stelle durch die Winnipeg Jets ausgewählt worden. So wagte er nach dem Zerfall der Sowjetunion den Sprung in die National Hockey League.
Zum Ende der Saison 1991/92 stieß er zu den Jets und setzte sich dort auf Anhieb durch. Während der Spielzeit 1994/95 wurde er an die Washington Capitals abgegeben. Die Saison 1995/96 begann er bei den Chicago Blackhawks. Im Laufe der Spielzeit wechselte er zu den Tampa Bay Lightning und spielte dort zweieinhalb Spielzeiten. In der NHL verbrachte er bis 2006 insgesamt 14 Saisons.
2006 kehrte er nach Russland zu Lokomotive Jaroslawl zurück. Im Januar 2008 verließ er den Club aufgrund von Auseinandersetzungen mit dem damaligen Trainer. Die Saison 2008/09 verbrachte beim HK Dinamo Minsk, bevor er seine Karriere beendete.
Im Oktober 2012 wurde er als Cheftrainer von Awtomobilist Jekaterinburg vorgestellt und betreute das Team bis zum Saisonende. Anschließend wurde er Assistenztrainer seines Nachfolgers Anatoli Jemelin. In der Saison 2015/16 war er Assistenztrainer beim HK Spartak Moskau, anschließend arbeitete er in der Saison 2016/17 beim HK Lada Toljatti. In der folgenden Saison war er Co-Trainer beim HK Jugra Chanty-Mansijsk, ehe er 2018 zum HK Lada zurückkehrte.
Anschließend war er Co-Trainer beim HK Spartak Moskau und ab 2020 bei Kunlun Red Star.

### International
1994 wurde er in das Team der Russischen Nationalmannschaft berufen und nahm an der Weltmeisterschaft teil, wo seine Mannschaft den fünften Platz belegte. Zwei Jahre später nahm er mit der russischen Auswahl am World Cup of Hockey teil, wo diese das Halbfinale erreichte.